# William Richard Peltier
William Richard Peltier (né en 1943) est un universitaire et physicien canadien, professeur de physique à l'Université de Toronto. Il est directeur du Center for Global Change Science (d), ancien chercheur principal du Polar Climate Stability Network et directeur scientifique du SciNet.
Peltier est également membre de la Société royale du Canada, de l'Union américaine de géophysique, de l'American Meteorological Society et de l'Académie norvégienne des sciences et des lettres.
Il est connu pour ses contributions fondamentales à la compréhension de la dynamique des couches profondes de la Terre, à la fois concernant la nature du processus de convection du manteau terrestre et la circulation de l'intérieur visco-élastique causée par le chargement de la surface par les calottes glaciaires continentales. Sa théorie globale des interactions glace-terre-océan est devenue largement utilisée à l'échelle internationale dans l'explication des changements du niveau de la mer qui accompagnent à la fois la croissance et la décomposition de la glace au sol sur les continents, à la fois au cours de l'ère quaternaire de la Terre et dans les conditions modernes de réchauffement climatique,,.

## Éducation
- 1967 : B.Sc., Université de la Colombie-Britannique
- 1969 : M.Sc. en physique, Université de Toronto
- 1971 : Doctorat en physique, Université de Toronto

## Carrière
- 1971-72 : Chargé de cours, Département de physique, Université de Toronto
- 1973-74 : Professeur adjoint invité, Département de physique, Université de Toronto
- 1974-77 : Professeur agrégé, Département de physique, Université de Toronto
- 1978 : Professeur invité, Géophysique et physique spatiale, UCLA
- 1978-79 : Congé de bourse Steacie, NCAR, Boulder, Colorado
- 1977-79 : Professeur agrégé, Département de physique, Université de Toronto
- 1979-93 : Professeur titulaire, Département de physique, Université de Toronto
- 1987-88 : Congé de bourse Guggenheim, DAMTP et Laboratoires Bullard, Université de Cambridge, Royaume-Uni
- 1993- : Professeur d'université, Université de Toronto
- 2002-2003 : Congé Sabbatique, Professeur Invité, Institut de Physique du Globe de Paris, Université Paris VII
- 2004 : Professeur Invité, Institut de Physique du Globe de Paris, Université Paris VII
- 2005-présent : Professeur auxiliaire, Département des sciences de la Terre, Université de Waterloo
- 2006 : Professeur invité, Département des sciences de la Terre et centre Bjerknes pour la recherche marine, Université de Bergen, Norvège
- 2009 : Professeur Invite Ecole Normale Supérieure, Paris, 2009

## Prix et distinctions
- 1977-1979 : Bourse de la Fondation Alfred P. Sloan
- 1978-1980 : Bourse commémorative EWR Steacie
- 1980 : Prix Kirk Bryan (en) de la Société américaine de géologie
- 1980-1982 : Bourse de recherche senior Killam Conseil des Arts du Canada
- 1986- : 
  - Membre de l'American Geophysical Union
  - Membre de la Société royale du Canada
- 1986-1988 : Bourse de la Fondation commémorative John Simon Guggenheim
- 1988- : Membre de Clare Hall, Université de Cambridge
- 1989- : Chercheur principal du Massey College de l'Université de Toronto
- 1991- : Membre de l'American Meteorological Society
- 1992 : Médaille Patterson du Service météorologique du Canada
- 1999-2000 : Conférencier émérite de l'Union géophysique canadienne (en)
- 2001 : Classement, par Science Watch, au cinquième rang des chercheurs en sciences de la Terre les plus cités au monde
- 2004 : 
  - Élu en tant que membre étranger de l'Académie norvégienne des sciences et des lettres[7]
  - Prix Bancroft de la Société royale du Canada
  - Médaille J. Tuzo Wilson de l'Union géophysique canadienne
  - Prix Vetlesen remis par la Fondation G. Unger Vetlesen de New York
- 2006 : 
  - Leiv Erikson Fellow du Conseil norvégien de la recherche, Institut Bjerknes pour la recherche sur le climat, Université de Bergen
  - Médaille Miroslaw Romanowski de la Société royale du Canada
- 2008 : Médaille Milutin Milankovic de l'Union européenne des géosciences[8],[9]
- 2009 : Médaille d'or de l'Association canadienne des physiciens et physiciennes
- 2010 : Médaille Charles A. Whitten de l'Union américaine de géophysique
- 2011 : Médaille d'or Gerhard Herzberg Canada en sciences et en génie remise par le Conseil de recherches en sciences naturelles et en génie du Canada
- 2012 : Prix Killam en sciences naturelles remis par le Conseil des arts du Canada